# 別れて生きる時も
『別れて生きる時も』（わかれていきるときも）は、田宮虎彦の小説作品と、それを原作とした映画・ドラマ作品である。

## 映画
1961年4月4日より、東宝系で上映。

### キャスト
以下の役名と出演者名は、東宝WEBに従った。
- 井波美智 - 司葉子
- 井波謙吾 - 高島忠夫
- 石山順吉 - 児玉清
- 朴泰泳 - 小林桂樹
- 小野木淳 - 芥川比呂志
- 美智の父 - 河津清三郎
- 美智の母 - 田中絹代

### スタッフ
以下のスタッフ名は東宝WEBに従った。
- 監督 - 堀川弘通
- 脚色 - 松山善三、井手俊郎、堀川弘通
- 撮影 - 中井朝一
- 美術 - 中古智
- 音楽 - 芥川也寸志
- 製作 - 藤本真澄、菅英久

## TVドラマ

### 1962年版
1962年4月10日 - 6月26日にフジテレビで毎週火曜日13:00 - 13:30（JST）にて放送された。

#### キャスト
- 高田敏江
- 松村達雄
- 神山繁
- 早川保
- 園井啓介
- 小松方正

#### スタッフ
- 演出 - 森川時久
- 脚本 - 中村驎次、中島丈博

| フジテレビ系 火曜13時台前半枠 | フジテレビ系 火曜13時台前半枠 | フジテレビ系 火曜13時台前半枠 |
| 前番組                        | 番組名                        | 次番組                        |
| ----------------------------- | ----------------------------- | ----------------------------- |
| 氷壁                          | 別れて生きる時も              | 女波                          |

### 1964年版
1964年8月24日 - 同年12月26日に日本テレビで毎週月曜日 - 土曜日13:15 - 13:30（JST）にて放送された。大映テレビ室製作の連続テレビ映画である。

#### キャスト
- 堀川真知子
- 山下洵一郎
- 六本木真
- 北原隆

#### スタッフ
- 脚本 : 宮田達雄、田代淳二
- 演出 : 浜野信彦、木俣和夫

| 日本テレビ系 月 - 土13:15 - 13:30枠 | 日本テレビ系 月 - 土13:15 - 13:30枠 | 日本テレビ系 月 - 土13:15 - 13:30枠 |
| 前番組                              | 番組名                              | 次番組                              |
| ----------------------------------- | ----------------------------------- | ----------------------------------- |
| この酒盃を                          | 別れて生きる時も                    | 娘の縁談                            |

### 1969年版
1969年1月8日 - 2月6日にNHK「水曜劇場」枠にて放送された。

#### キャスト
- 小林千登勢
- 加藤嘉
- 三宅邦子
- 島かおり

#### スタッフ
- 演出 - 山田勝美
- 脚本 - 田井洋子
- 制作 - NHK

| NHK総合テレビ 水曜劇場 | NHK総合テレビ 水曜劇場        | NHK総合テレビ 水曜劇場 |
| 前番組                 | 番組名                        | 次番組                 |
| ---------------------- | ----------------------------- | ---------------------- |
| 飢餓海峡               | 別れて生きる時も （1969年版） | 球形の荒野             |

### 1978年版
1978年1月4日 - 3月3日にTBS「花王 愛の劇場」枠にて放送された帯ドラマ。

#### キャスト
- 塩崎美智 - 松原智恵子
- 松本 - 織本順吉
- 井波謙吾 -  中野誠也
- 吉岡俊子 -  姫ゆり子
- 小野木 - 伊藤孝雄
- 石山順吉 - 速水亮
- 塩崎利周（美智の父） - 垂水悟郎
- 塩崎喜代枝（美智の母）- 利根はる恵
- 陽子 - 種谷アツ子
- 堀井 - 柿沼真二
- 駄菓子屋のおばちゃん - 津島道子
- 石山の父 - 増田順司
- 小川課長 - 阿木五郎
- 住職瑞峯 - 瀬良明
- 住職の倅 - 岡元八郎
- 森川房枝 - 関悦子
- 母親 - 秋山京子
- 温泉宿の主人 - 田村元治
- 温泉宿の女将 - 志賀真津子
- 光田 - 桧よしえ
- 山村 - 名倉美里
- 戸田 - 磯部稲子
- 奥田 - 高橋英郎
- 大垣 - 長島隆一
- 大垣の妻 - 岸井あや子
- 吉岡純子 - 神林由香
- 第二やよい荘の管理人 - 西沢武夫
- 医師 - 久保晶
- 井波の父 - 外野村晋
- 井波の母 - 露原千草
- 大澤留吉 - 大久保正信
- 大澤貞枝 - 緋多景子
- 高村 - 多田幸雄
- 管理人 - 近松敏夫
- 犬を連れた男性 - 小野泰次郎
- 警官 - 伊藤健
- 岩崎医師 - 穂高稔
- 小田切 - 叶年央
- 医師 - 高木信夫
- 警官 - 名川貞郎
- 出版会社の給仕 - 笹川恵三
- 主婦 - 戸川美子
- 野村 - 寄山弘
- 久枝 - 山田孝子
- ナレーター - 渡辺富美子

#### スタッフ
- プロデューサー - 佐相惣一郎、藤川忠勝
- TBSプロデューサー - 金川勝利、野村清
- 撮影 - 荒野諒一
- 照明 - 井上幸男
- 美術 - 入野達弥
- 録音 - 八木隆幸
- 編集 - 北見精一
- 記録 - 堀北昌子、飯村智子、君塚みね子
- 助監督 - 宮坂清彦
- 装飾 - 山崎俊司
- 効果 - 脇坂孝行
- 美粧 - 岸根幸子
- 進行 - 吉田由二、石川和彦
- 制作主任 - 船津英恒
- 制作担当 - 戸井田康国
- 題字 - 大谷栄昌
- 協力 - 松竹衣裳、真映スタジオ、映広音響、東京現像所
- 音楽 - 土田啓四郎
- 主題歌 - 「愛の花」作詞 - 千家和也、作編曲 - 土田啓四郎、歌 - 島倉千代子（コロムビアレコード）
- 脚本 - 中井多津夫
- 演出 - 今井雄五郎、八木美津雄
- 制作 - 松竹、TBS

| TBS 花王 愛の劇場                     | TBS 花王 愛の劇場                          | TBS 花王 愛の劇場                    |
| 前番組                                | 番組名                                     | 次番組                               |
| ------------------------------------- | ------------------------------------------ | ------------------------------------ |
| 岸壁の母 （1977年11月7日 - 12月30日） | 別れて生きる時も （1978年1月4日 - 3月3日） | 白衣の姉妹 （1978年3月6日 - 5月5日） |